# محمود ابودهب
محمود ابودهب (انگلیسی: Mahmoud Aboul-Dahab؛ زادهٔ ۲۳ فوریهٔ ۱۹۷۰) بازیکن فوتبال اهل مصر است.
از باشگاه‌هایی که در آن بازی کرده‌است می‌توان به باشگاه ورزشی الاهلی مصر، باشگاه فوتبال المصری و تیم ملی فوتبال مصر اشاره کرد.
وی همچنین در تیم ملی فوتبال مصر بازی کرده‌است.